# Emilia Siwicka
Emilia Siwicka także Emilija Siwicka, Tekla Siwicka (ur. 20 października 1841 w Neuborn, zm. 1910 w Krakowie) – kurierka w powstaniu styczniowym, polska działaczka narodowa, zakonnica, przełożona zakładu św. Kazimierza w Paryżu i Misji Katolickiej w Kukuszu.

## Życiorys
Emilia Siwicka urodziła się 20 października 1841 roku w Neuborn na ziemi kurlandzkiej. Córka Juliusza i Anny z Oskierków Siwickich. Angażowała się w udzielanie pomocy powstańcom styczniowym. Była kurierem organizacji powstańczej z Wilna do Paryża, gdzie przekazywała zebrane pieniądze na zakup broni dla powstańców. W pamiętnikach Jakuba Gieysztora wspomniane jest, że … W roku 1863 oddawała różne posługi powstańcom ….
W 1865 roku wstąpiła do zakonu sióstr miłosierdzia. W latach 1892–1902 była przełożoną zakładu św. Kazimierza w Paryżu, gdzie opiekowała się polskimi dziećmi, weteranami z powstania i emigrantami z Polski. Następnie była przełożoną misji katolickiej w Kukusz, tam zajmowała się sierotami, uchodźcami i rannymi.
Zmarła w 1910 roku w Krakowie.